# Почётный партийный знак «Нюрнберг 1929»
Знак Нюрнбергского съезда партии 1929 (нем. Nürnberger Parteitagsabzeichen von 1929), также известный как Почетный партийный знак «Нюрнберг 1929» — партийный знак отличия НСДАП, учреждённый 6 ноября 1936 года. Одна из самых престижных наград нацистской партии.

## Описание
Знак представлял собой щит размерами 21Х48 мм. Вверху изображена Нюрнбергская крепость со словом Nürnberg, в центре щита — орел, сидящий на стальном шлеме, держа в когтях венок из дубовых листьев со свастикой. Слева от орла дата 1914, справа — 1919 NSDAP (год основания партии). Под шлемом надпись Parteitag 1929 (Съезд партии 1929).

## Условия награждения
Знак вручали членам партии, которые посетили партийный съезд в Нюрнберге (1-4 августа 1929). Награждение знаком осуществляли гауляйтеры. Адольф Гитлер и Борман владели правом лишить награжденного знака.
Знак носили на левой стороне груди.

## Статус
Знак был символом «старой гвардии», его часто носили высокопоставленные партийные функционеры на партийных съездах в Нюрнберге — в том числе и Адольф Гитлер, который обычно не носил партийных знаков отличия.
Среди партийных наград знак занимал второе место по престижности — после Почетного знака Кобург .

## Известные награждённые
Краткий список:
- Адольф Гитлер
- Генрих Гиммлер
- Вальтер Бух
- Курт Далюге
- Карл Мария Демельхубер
- Адольф Гюнляйн
- Виктор Лютце
- Ганс Франк
- Хорст Вессель